# Maria Boschetti-Alberti
Maria Boschetti-Alberti   (Montevideo, 23 de desembre de 1879 - Agno, 20 de gener de 1951) va ser una pedagoga suïssa. Va treballar especialment a Suïssa, on aplicà el Mètode Montessori. El 1924 va fundar a Agno la Scuola Serena, una escola rural que va ser un model pels defensors de l'Escola Nova.
Va escriure Il diario di Muzzano (1919-20), L'école sereine d'Agno (1928) i Libertà educativa (1932).